# ويلسون كارفاليو
ويلسون كارفاليو (بالبرتغالية: Wilson Carvalho‏) هو لاعب كرة قدم برتغالي، ولد في 1993 في لشبونة في البرتغال. لعب مع بورت فايل.

## روابط خارجية
- ويلسون كارفاليو على موقع قاعدة بيانات كرة القدم.إي يو (الإنجليزية)
- ويلسون كارفاليو على موقع Soccerbase.com (لاعب) (الإنجليزية)
- ويلسون كارفاليو على موقع Soccerway.com (الإنجليزية)